# Дубина Анатолій Степанович
Анато́лій Степа́нович Дуби́на (1952—2011) — український баяніст, диригент та педагог, заслужений діяч мистецтв України (1996), професор (2002).

## Життєпис
Народився 1952 року в місті Мелітополь, 1971-го закінчив Київське музичне училище ім. Глієра (клас Івана Журомського). 1975 року здобуває освіту в Київській консерваторії (клас баяна Миколи Давидова, диригування — М. В. Шелеста, оперно-симфонічного диригування — Романа Кофмана).
Протягом 1976—1988 років — диригент оркестру народних інструментів Державного українського народного хору ім. Г. Верьовки.
Від 1988 року — у Національній музичній академії України; з 2002-го — професор кафедри народних інструментів, керівник оркестру народних інструментів. Одночасно від 1999 року — головний диригент, аранжувальник Українського фольклорно-етнографічного ансамблю «Калина» Головного управління культури й мистецтв Києва.
Є автором серії концертних програм для хору з оркестром, серед яких:
- цикл із 90-та обробок народного мелосу,
- концертна фантазія «Байда» Гната Хоткевича,
- ораторія «Золоті ворота» І. Іващенка,
- опера «Цвіт папороті» Є. Станковича,
- цикл «Пісні народів світу» (був записаний на платівку, отримав приз «Золотий диск»).

Видано збірку обробок пісень «Співає Ніна Матвієнко». Як композитор створив понад 100 партитур для оркестру з творів світової класики. Записи його творів здійснено на Українському радіо та компакт-дисках.